# Isla Babe
La isla Babe (en inglés: Babe Island) es una isla que se encuentra en la entrada de la ensenada Cobblers, a lo largo de la costa norte de Georgia del Sur. Se trazó y fue nombrado por el personal de Investigaciones Discovery en 1929.
La isla es administrada por el Reino Unido como parte del territorio de ultramar de las Islas Georgias del Sur y Sandwich del Sur, pero también es reclamada por la República Argentina que la considera parte del Departamento Islas del Atlántico Sur dentro de la provincia de Tierra del Fuego, Antártida e Islas del Atlántico Sur.